# 斎藤秀龍側室
斎藤秀龍側室（さいとうひでたつそくしつ、生没年不詳）は、戦国時代の女性。織田信秀の3女。織田信長の姉妹であるが、姉か妹かは不明。信秀が信長の正室に斎藤秀龍（道三）の娘の濃姫を迎えた際、斎藤家と重縁になるため、自らの3女を道三の側室として差し出した。これは人質の役割を課してあったといわれる。生没年や経歴に関しては不詳であるが、道三と信長は義理の親子であると同時に、義兄弟にも当たる。